# Edward Roseman

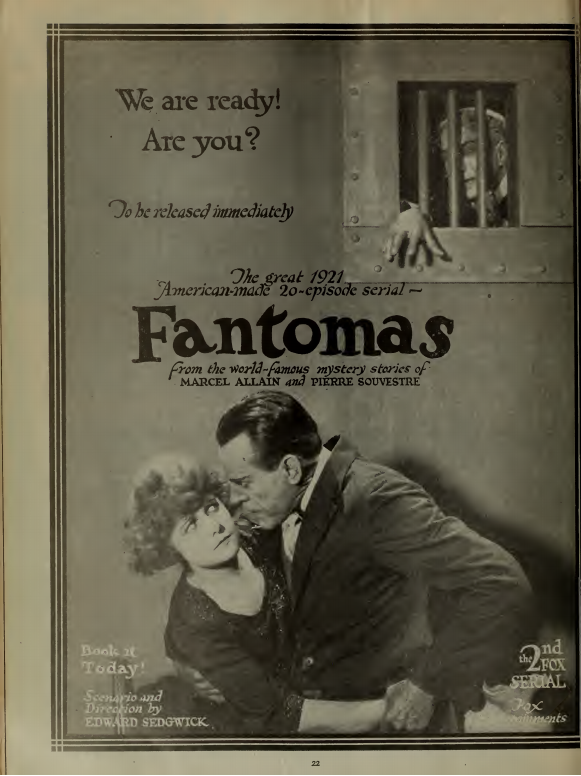
Anúncio do seriado Fantômas (1920)

Edward Roseman (14 de maio de 1875 - 16 de setembro de 1957), também creditado Edward F. Roseman, foi um ator de teatro e de cinema estadunidense da era do cinema mudo, que atuou em 71 filmes entre 1913 e 1929.[carece de fontes?] Na Broadway, atuou em algumas peças em 1928. Notabilizou-se por estrelar a primeira versão cinematográfica estadunidense do personagem Fantômas, no seriado Fantômas, em 1920.

## Biografia
Filho do farmacêutico Henry Roseman e sua esposa Mary, Roseman nasceu em Terre Haute, Indiana, sob o nome Ernest Frederick Roseman. Seu pai morreu de tuberculose quando ele tinha 7 anos de idade, e foi criado, juntamente com seus irmãos Jenny May e Henry, em Terre Haute por sua mãe, Mary Lucinda. Após seus estudos decidiu ser um engenheiro de locomotivas, e trabalhou em uma estrada de ferro até ingressar no vaudeville e começar a viajar com companhias teatrais, entre elas a Margaret Bird Stock Company e outras fundadas por Lincoln J. Carter e Wright Lorimer.
Seu primeiro filme lançado foi o curta-metragem Jacques the Wolf, em outubro de 1913, pela Éclair American. Entre 1913 e 1921, Roseman se tornou um popular ator de filmes mudos, atuando em filmes como The Tiger Woman, pela Fox Film, ao lado de Theda Bara, e The Pride of the Clan, ao lado de Mary Pickford, ambos em 1917, e os seriados The Ventures of Marguerite, em 1915, e Fantômas, em 1920. Atuou no último filme da Betzwood Film Company, High Pockets, em 1919, e em 1924 atuou em America, de D. W. Griffith.
Roseman geralmente atuava em papéis de vilão, especializando-se em uma variedade de personagens característicos, o que levou a revista Movie Weekly se referir a Roseman como "The Master of Makeup". Ele era descrito como "The Man of a Thousand Faces" muitos anos antes de Lon Chaney Sr. ganhar esse apelido.
O filme The House of Secrets, lançado em 1929, foi seu último filme e seu único sonoro. Além do cinema, atuou também no teatro, na Broadway, em 1928.

## Vida pessoal e morte
Ao longo de sua carreira no cinema, Roseman residia na cidade de Nova Iorque. A maioria dos filmes que fez foram criados na costa leste. Como os estúdios de cinema se mudaram para a Califórnia, Roseman se aposentou e mudou-se, com sua esposa Sophia e seu filho David (nascido em 3 de março de 1923), para Syracuse, Nova Iorque.
Edward faleceu em Syracuse, Nova Iorque, em 16 de setembro de 1957, e está sepultado no Oakwood Cemetery, onde dois anos depois foi sepultada sua esposa Sophia.[carece de fontes?]

## Filmografia parcial

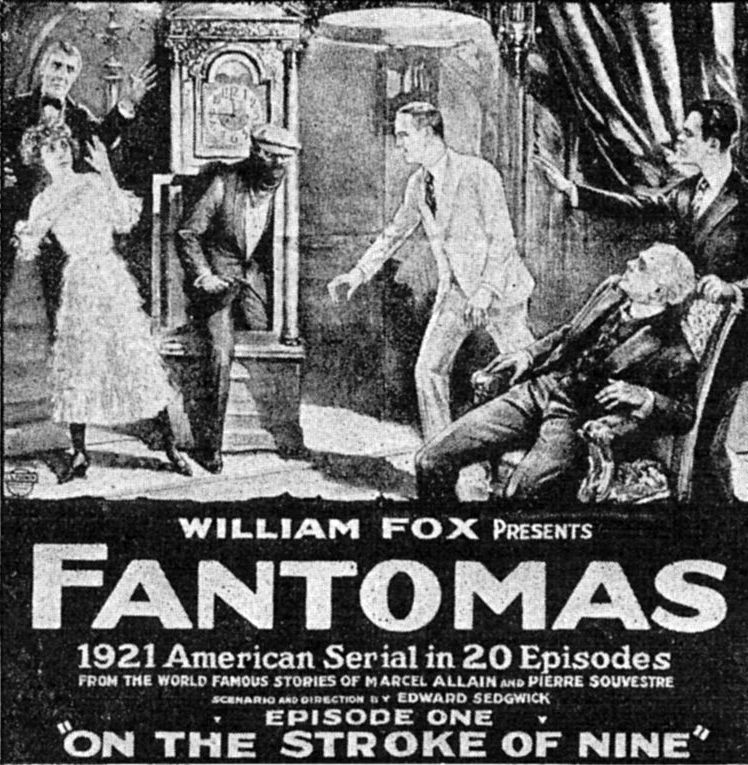
On the Stroke of Nine, primeiro capítulo de Fantômas (1920)

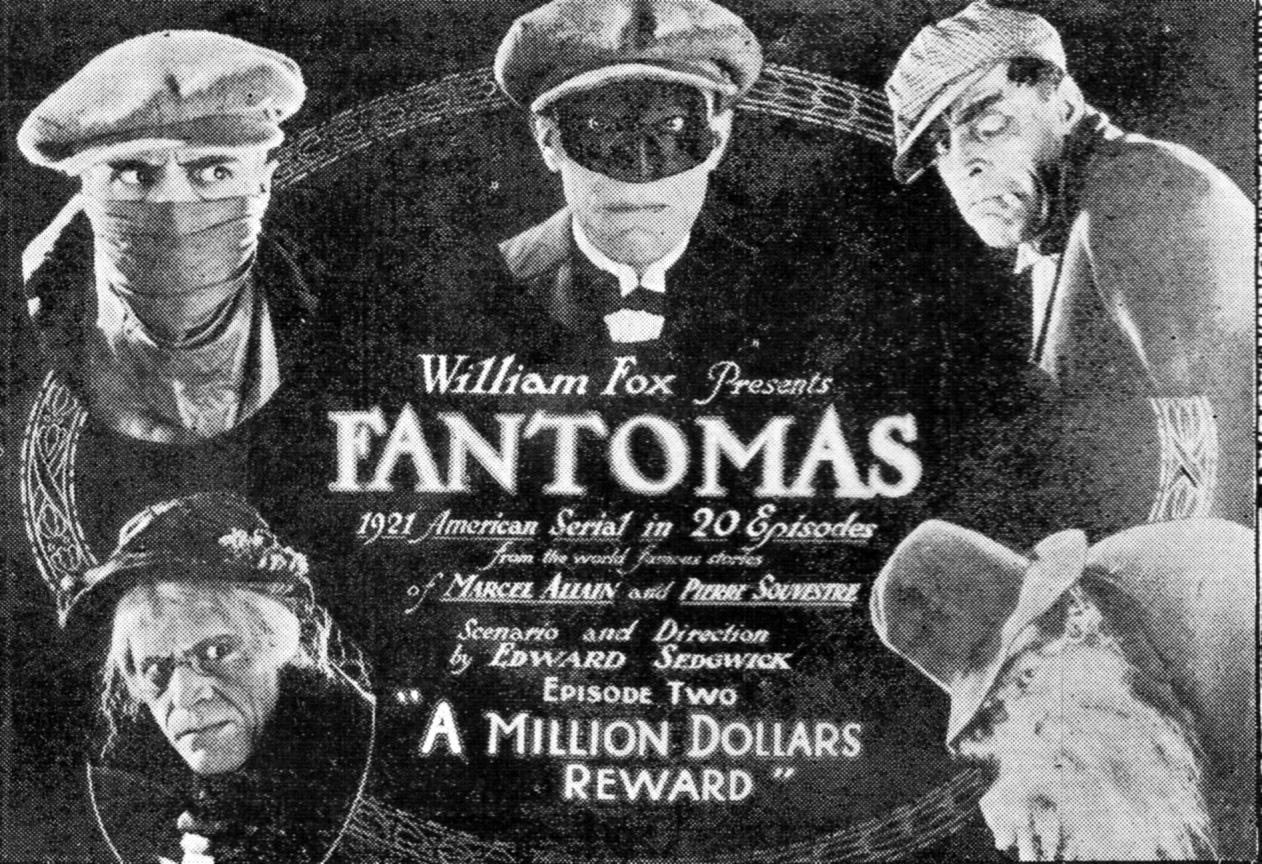
A Million Dollars Reward, segundo capitulo de Fantômas, que foi ao ar entre 1920 e 1921.

- Jacques the Wolf (1913)
- Big Hearted Jim (1913)
- The Partners (1913)
- The Dollar Mark (1914)
- When Broadway Was a Trail (1914)
- The Avalanche (1915)
- The Ventures of Marguerite (1915)
- The Red Woman (1917)
- The Tiger Woman (1917)
- The Barrier (1917)
- The Pride of the Clan (1917)[3]
- The Sign Invisible (1918)
- The Jungle Trail (1919)
- High Pockets (1919)
- Fantômas (1920)
- The Broken Violin (1923)
- America (1924)
- The Police Patrol (1925)
- The Crimson Flash (1927)
- The Masked Menace (1927)
- Mark of the Frog (1928)
- The House of Secrets (1929)

## Peças
- A Free Soul (1928)
- Pleasure Man (1928)
- The Street Wolf (1928)